# Dieter Drabiniok
Dieter Drabiniok (* 3. März 1954 in Bottrop) ist Maurermeister, ehemaliger deutscher Bundestagsabgeordneter und Gründungsmitglied der Partei Die Grünen.

## Ausbildung und Beruf
Dieter Drabiniok erlernte den Maurerberuf und arbeitete bis zur Wahl in den Deutschen Bundestag 1983 als Maurermeister. Nach 1985 war er Mitarbeiter der Bundestagsfraktion der Grünen.
1986 gründete er den Verkehrsclub Deutschland (VCD) mit und arbeitete im Vorstand dieses ökologisch orientierten Interessenverbandes bis 1990. In den folgenden Jahren ging er wechselnden Beschäftigungen nach oder war nicht erwerbstätig. Er lebt seit 1991 in Saarbrücken.

## Politik
Dieter Drabiniok gehörte 1980 zu den Gründern der Bundespartei „Die Grünen“. Neben Willi Hoss ist er einer der wenigen Arbeiter unter den in der Öffentlichkeit bekannten Funktionsträgern der Partei. Sein Engagement gilt vor allem verkehrspolitischen Fragen und der Förderung umweltverträglicher und ressourcenschonender Verkehrskonzepte.
Er verurteilte die Kompromisse, die eine Mehrheit in der Partei auf dem Weg in die Übernahme von Regierungsverantwortung einging, gehörte im Streit um die Parteilinie eher zum Lager der „Fundis“ und zog sich nach 1990 aus der aktiven Politik zurück, ist aber noch Mitglied der Grünen.
1999 beteiligte er sich an einem Aufruf ehemaliger Funktionsträger an die Partei, das Engagement der Bundeswehr im Kosovo-Krieg in Jugoslawien zu beenden.
In Saarbrücken gehörte er 2005 zu den Gründern einer Bürgerinitiative, die sich aus ökologischen und finanziellen Gründen gegen einen „Stadtmitte am Fluss“ genannten Straßen- und Stadtbauplan im Bereich der Saarufer wendet.

## Öffentliche Ämter
Dieter Drabiniok wurde am 29. März 1983 über die Landesliste Nordrhein-Westfalen in den Deutschen Bundestag gewählt und war dort Mitglied der ersten grünen Bundestagsfraktion. Er schied als Abgeordneter, dem später von der Partei aufgegebenen Rotationsprinzip folgend, am 31. März 1985 aus.
Als Fraktionsmitarbeiter war er bis 1987 Mitglied der „Bundestagsgruppe“ seiner Partei. Für die Wahlen zum Europäischen Parlament 1989 kandidierte er auf Platz 11 in Nordrhein-Westfalen.

## Veröffentlichungen
- Thema: Magnetbahn. Stellungnahme. Bonn 1988
- Magnetschwebebahn: unsinnig, teuer, umweltschädlich. Transrapid? – Ohne uns! Waterkant Zeitschrift der Aktionskonferenz Nordsee e. V. Bremen, Dezember 1988 (mit Lutz Ribbe)
- Noch mehr Autobahnen, noch mehr Hochgeschwindigkeitstrassen. Europa wird betoniert. Waterkant Bremen, April 1989
- Es gibt kein Grundrecht auf unbegrenztes Eigentum. Anregung zur Einführung eines Existenzmaximums. München 2021